# 기타센주역
기타센주역(일본어: 北千住駅 기타센주에키[*])은 일본 도쿄도 아다치구에 있는 철도역이다.

## 승강장

### 조반 쾌속선
| 1·2 | ■ 조반 쾌속선 | 마쓰도·가시와·나리타·도리데·쓰치우라·미토 방면    |
| 2·3 | ■ 조반 쾌속선 | 닛포리·우에노·도쿄·시나가와 방면 (우에노도쿄라인) |

### 지요다 선 및 조반 완행선
| 1 | 지요다 선   | 니시닛포리·오테마치·가스미가세키·요요기우에하라 방면 오다큐 선에 직결 운행 혼아쓰기 방면 메트로 홈웨이 가라키다 행·메트로 하코네 하코네유모토 행 |
| 2 | 조반 완행선 | 아야세·아비코·도리데 방면 |

지요다 선은 다음역인 아야세역까지이고 직결 운행하는 조반 완행선은 아야세 역에서부터 도리데역까지이나 운임 제도로 기타센주 역을 조반 완행선으로 포함하는 경우도 있다.

### 도부 철도 및 히비야 선

#### 1층
| 1   | ■ 이세사키 선 (특급 전용 승강장) | 도부 동물공원·도부 닛코·기누가와 온천·아카기 방면 구즈·이세사키·도부 우쓰노미야 방면(일부 열차)                                                   |
| 1·2 | ■ 이세사키 선                    | 도부 동물공원·구키·다테바야시·오타 방면 미나미쿠리하시·신토치기·도부 닛코 방면 야간 철도 아이즈 고원 오제구치·아이즈 철도 아이즈타지마 방면       |
| 3·4 | ■ 이세사키 선                    | 히키후네·아사쿠사 방면 오시아게·○ 한조몬 선에 직결 운행 오테마치·시부야 방면 ■ 도큐 덴엔토시 선에 직결 운행 후타코타마가와·나가쓰타·주오린칸 방면 |

#### 3층
히비야 선의 열차만이 오간다.
| 5   | ■ 이세사키 선 | 다케노쓰카·가스카베·도부 동물공원 방면 |
| 6·7 | 히비야 선     | 우에노·긴자·에비스·나카메구로 방면     |

### 쓰쿠바 익스프레스
| 1 | TX 쓰쿠바 익스프레스 | 미나미나가레야마·모리야·쓰쿠바 방면 |
| 2 | TX 쓰쿠바 익스프레스 | 아키하바라 방면                     |

난간형 스크린도어가 설치되어 있다.

## 역 주변
- 국도 제4호선 (닛코 가도)
- 백화점(루미네, 마루이, 이토 요카도 등)
- 센주 경찰서
- 아라카와강

## 역사
- 1896년 12월 25일: 영업 개시. (현재의 조반선)
- 1899년 8월 27일: 도부 철도의 역이 영업 개시.
- 1949년 7월 5일: 시모야마 사건.
- 1962년 5월 31일: 히비야 선이 개통.
- 1969년 12월 20일: 지요다 선이 개통.
- 2005년 8월 24일: 쓰쿠바 익스프레스의 역이 영업 개시.
- 2020년 6월 6일: 히비야 선에 도라노몬 힐스 역이 영업을 개시함에 따라 히비야 선의 역 번호를 H 21에서 H 22으로 변경.

## 사진

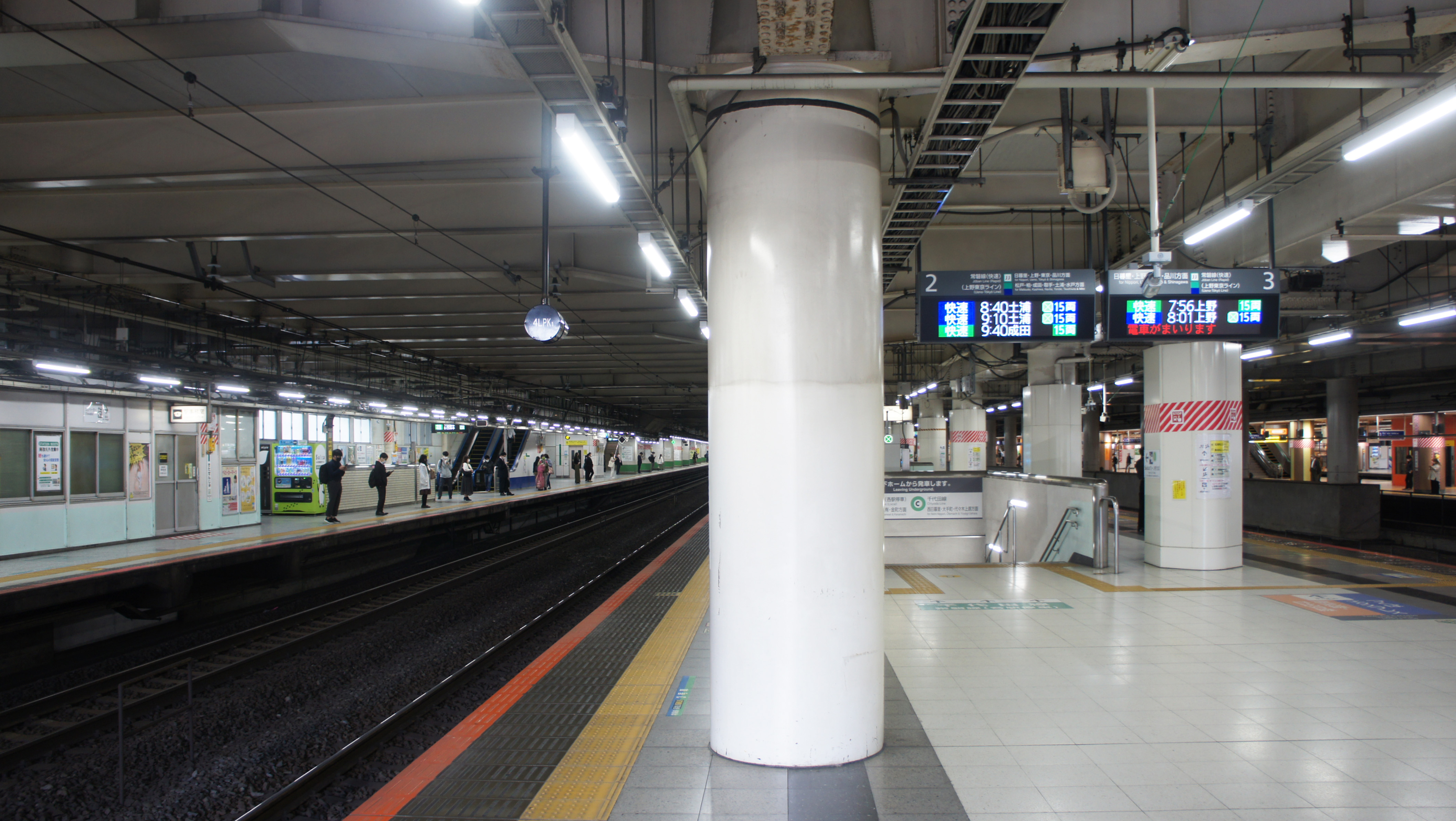
JR 조반선 승강장
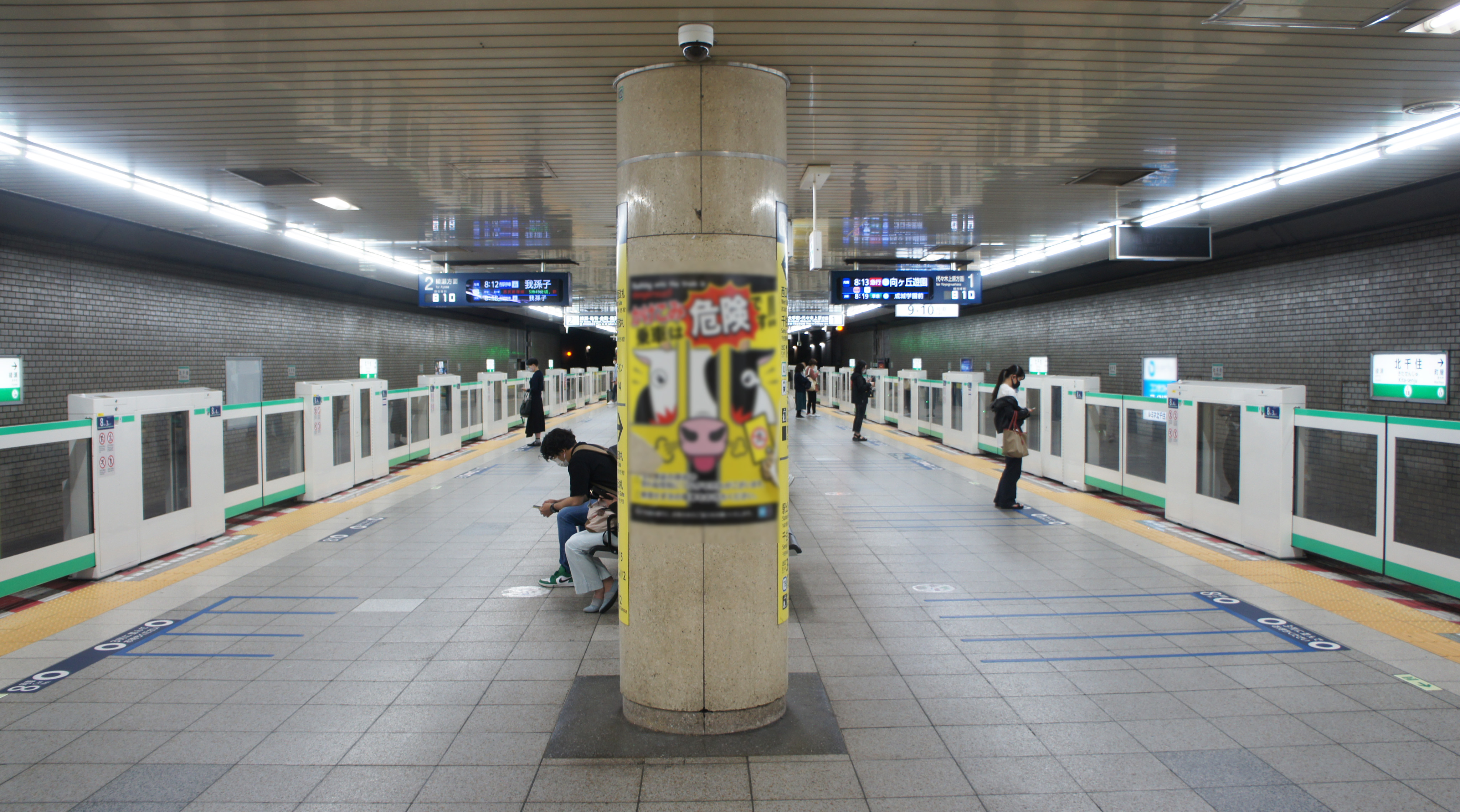
도쿄메트로 지요다선 승강장
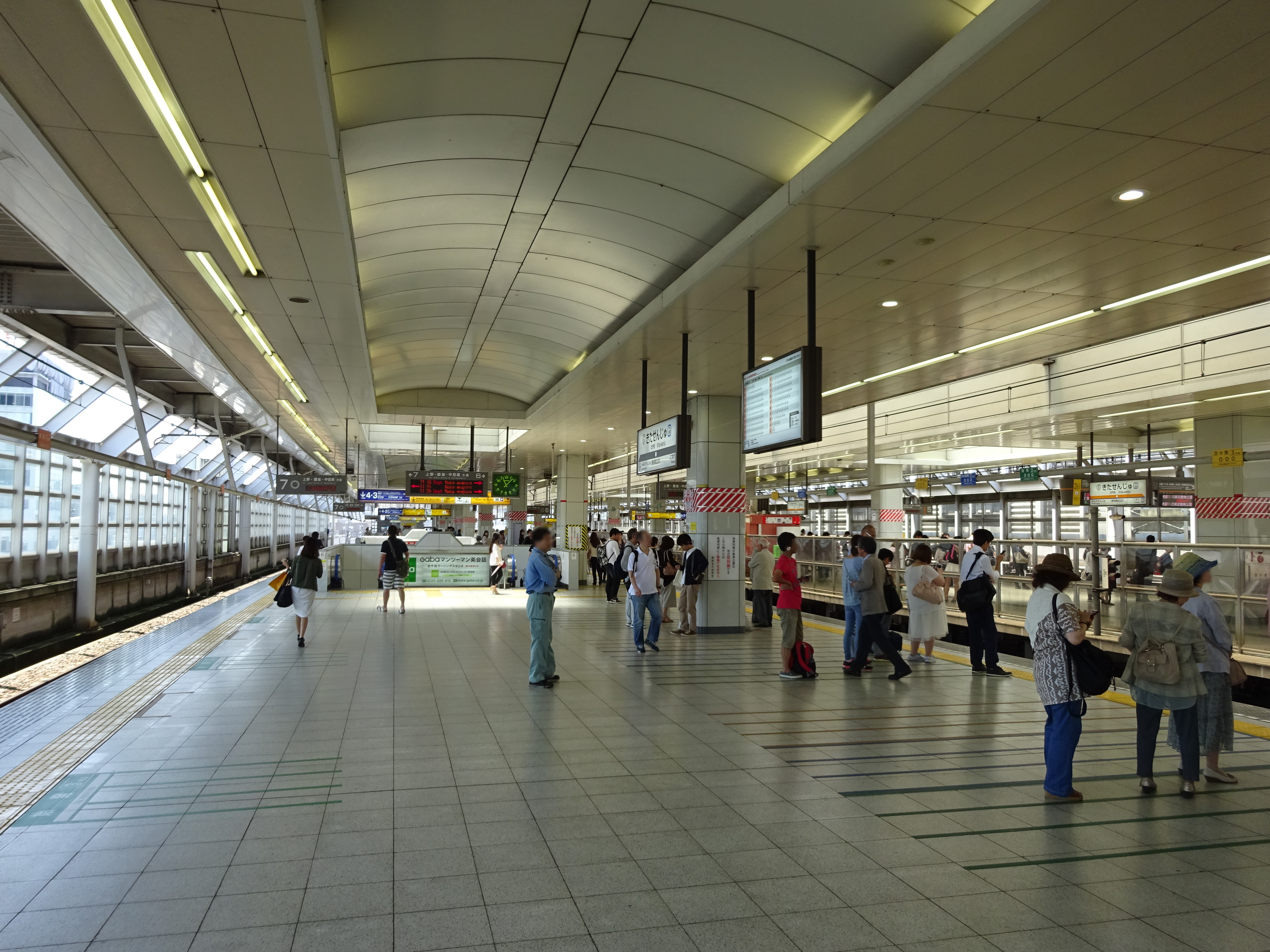
도부 이세사키선(도쿄메트로 히비야선) 3층 승강장
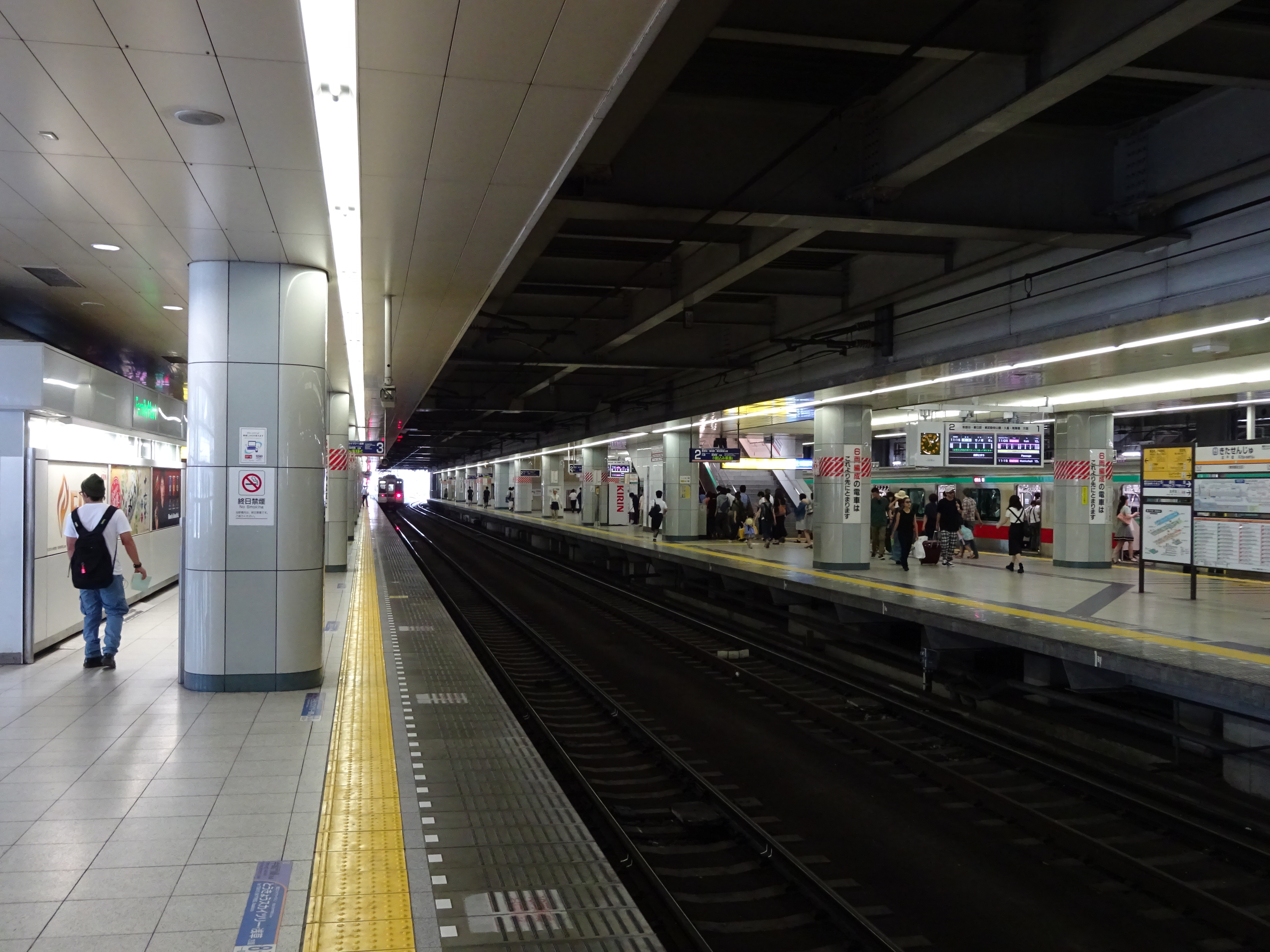
도부 이세사키선 1층 승강장
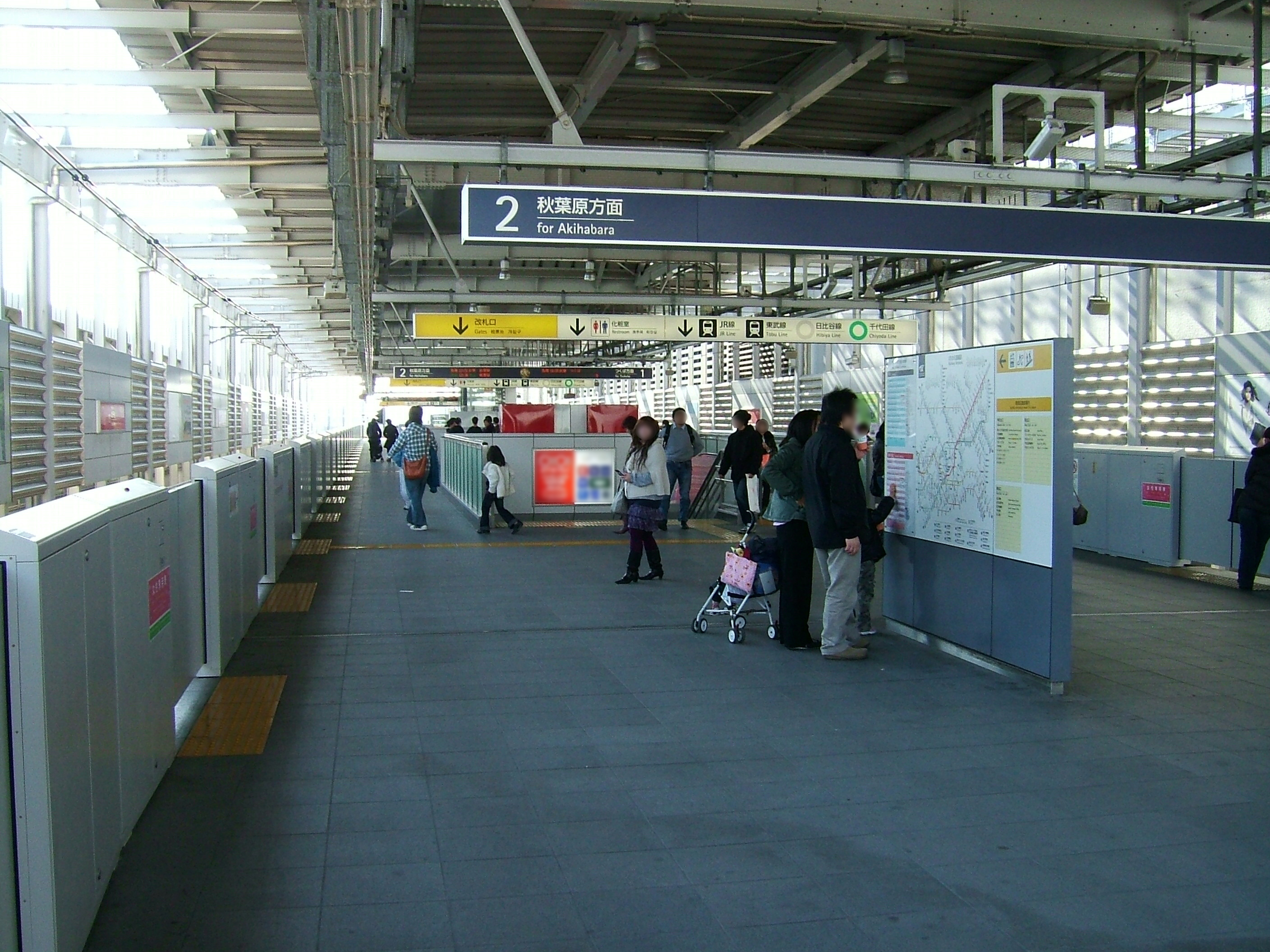
츠쿠바익스프레스 승강장

## 인접역
| 동일본 여객철도 조반선                      | 동일본 여객철도 조반선            | 동일본 여객철도 조반선                     |
| ------------------------------------------- | --------------------------------- | ------------------------------------------ |
| JJ 04 미나미센주 시나가와 방면              | 쾌속                              | JJ 06 마쓰도 이와키 · 도리데 · 나리타 방면 |
| JJ 02 닛포리 시나가와 방면                  | 특별쾌속                          | JJ 06 마쓰도 쓰치우라 방면                 |
| 도부 철도 이세사키 선 도쿄 메트로 히비야 선 |                                   |                                            |
| 아사쿠사 방면                               | 이세사키 선 쾌속 · 구간 쾌속      | 가스카베 신후지와라 방면                   |
| 히키후네 오시아게 방면                      | 이세사키 선 급행 · 준급           | 니시아라이 도부 동물공원 방면              |
| 우시다 아사쿠사 방면                        | 이세사키 선 구간 급행 · 구간 준급 | 니시아라이 도부 동물공원 방면              |
| 우시다 아사쿠사 방면                        | 이세사키 선 보통                  | 고스게 도부 동물공원 방면                  |
| H 21 미나미센주 나카메구로 방면             | 히비야 선 이세사키 선 보통        | 고스게 도부 동물공원 방면                  |
| 도쿄 메트로 9호선                           |                                   |                                            |
| C17 마치야 요요기우에하라 방면              | 지요다 선                         | C19 아야세 방면                            |
| 수도권 신도시 철도 조반 신선                |                                   |                                            |
| 04 미나미센주 아키하바라 방면               | TX 쓰쿠바 익스프레스 쾌속         | 10 미나미나가레야마 쓰쿠바 방면            |
| 04 미나미센주 아키하바라 방면               | TX 쓰쿠바 익스프레스 구간 쾌속    | 08 야시오 쓰쿠바 방면                      |
| 04 미나미센주 아키하바라 방면               | TX 쓰쿠바 익스프레스 보통         | 06 아오이 쓰쿠바 방면                      |